# Alkiza
Alkiza è un comune spagnolo di 374 abitanti, situato nella comunità autonoma dei Paesi Baschi. Si trova nel centro della provincia di Gipuzkoa, a nord-ovest della regione di Tolosaldea, 27 km a sud di San Sebastián. Nel 2016 contava 346 abitanti, l'88,8% dei quali parlanti la lingua basca.
Alkiza è un comune indipendente dal 1731. in precedenza dipendeva da Tolosa e San Sebastián.
La piazza del paese si trova a 340 metri sul livello del mare ed ospita la scuola, il municipio, il frontone della palla basca e la chiesa parrocchiale. Il comune possiede più di 40 casali e conta numerose abitazioni.
È collegato ad Anoeta e Asteasu attraverso la Strada GI-3630. La diramazione di Asteasu fu inaugurata nel 1952, mentre quella di Anoeta nel 1957. Fino ad allora le strade locali e rurali collegavano Alkiza solamente con i paesi vicini.

## Geografia fisica
Alkiza si trova ad est della Sierra de Hernio. L'area comunale è prevalentemente ripida, a differenza del quartiere di Arana che si trova prevalentemente sul piano. La cittadina ha un clima tipicamente oceanico.
Poiché la Sierra de Hernio è una formazione calcarea, nelle terre di Alkiza sono presenti numerose strutture carsiche, come grotte, crepacci e doline. Il complesso Leize Haundia 2/Sabe-saia è la struttura carsica più importante di Alkiza: le due grotte infatti formano un sistema profondo 340 m con 2 km di gallerie e un ruscello al loro interno.
I rilievi più importanti nelle vicinanze sono i monti Herniozabal (1,010 m), Herniotxiki (820 m), Enaizpuru (731 m), Alluts (687 m) e Beleburu (619 m) a ovest, e la collina Mendiola (431 m) a est.

### Idrografia
Come accennato in precedenza, Alkiza è un'area carsica, quindi le acque piovane o derivanti dai ghiacciai si riversano in gran parte sottoterra; per questo motivo, i suoi torrenti, che per la maggior parte dell'anno sono asciutti, trasportano acqua solo in caso d’intense precipitazioni. I torrenti principali ad Alkiza sono il Mandabe e l'Aranguren.

### Comuni confinati
Alkiza confina a nord con Larraul e Asteasu, a sud con Hernialde, Tolosa, Albiztur e Bidania-Goiatz; ad est con Anoeta e ad ovest con Errezil.

## Storia
Le prime impronte umane ad Alkiza risalgono all'età del bronzo. Ne sono un esempio i pezzi di ceramica nella grotta di Olatzazpi e il tumulo a Itzuregi.
I primi riferimenti scritti ad Alkiza risalgono al 1348. Infatti, per ordine del re di Castiglia Alfonso XI, fu redatto l'elenco degli hidalgos di Tolosa. In questo elenco c'erano diversi casali di Alkiza, che viene menzionata come amministrativamente associata a Tolosa. A causa delle tasse, Alkiza e altri paesi di Tolosaldea ebbero controversie con Tolosa dal 1435. Proprio per questo motivo, nel 1450, Alkiza decise di unirsi a San Sebastián anche se ciò non si materializzò legalmente fino a quando nel 1479 Tolosa e San Sebastián firmarono l'accordo nella Casa Torre Berroeta de Andoain.

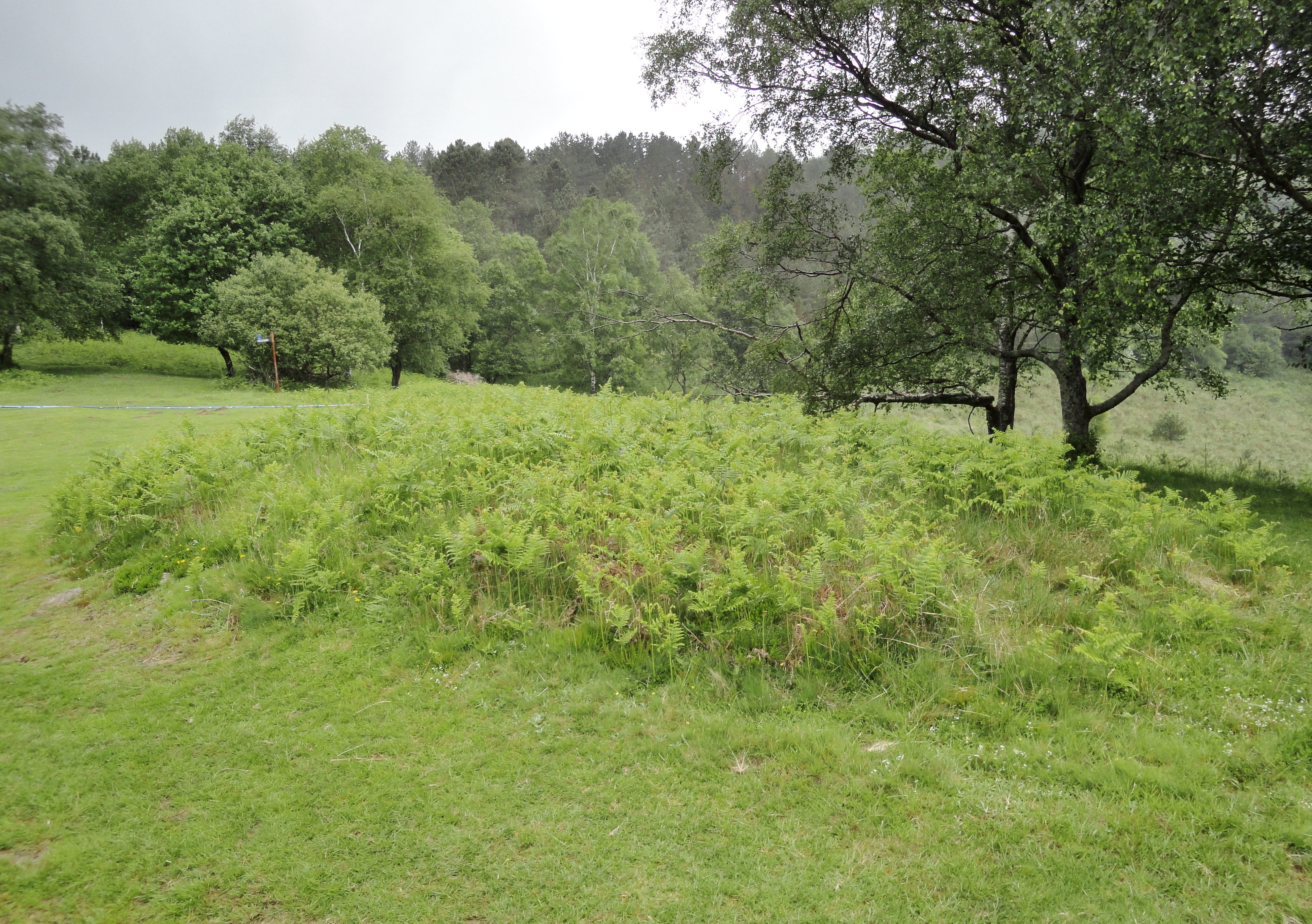
Tumulo dell'eta del bronzo nel luogo Itzuregi

Tra il XV e il XVIII secolo, Alkiza si autogovernò tramite un consiglio aperto a tutti i proprietari maschi.
Alla fine del primo terzo del XVIII secolo, arrivò il momento più importante della storia di Alkiza: il 21 gennaio 1731 fu dichiarata villa dal re Filippo V e separata da San Sebastián, diventando ufficialmente un comune autonomo. Miguel Irazusta fu il primo sindaco. Nello stesso anno, anche i confini di Alkiza furono ufficialmente definiti e ciascuno dei cippi (pietre che segnavano i confini) fu designato. Diventando un comune indipendente, Alkiza acquisì il diritto di partecipare ai Consigli Generali di Gipuzkoa: ciò però aveva un elevato costo economico pertanto il comune propose di unirsi ad Anoeta per condividere le spese formando così nel 1742 l'unione Ainssu . Nel 1815 anche Hernialde si unì e l'unione allargata fu chiamata Ainssuberreluz.
All'inizio del XIX secolo, a causa dei debiti derivanti dalla Guerra della Convenzione, ebbe luogo la privatizzazione della terra comunale; a fronte di ciò, nel 1797, i cittadini autorizzarono il Consiglio Comunale a vendere i propri terreni. La prima asta di terra comunale si tenne nel 1799 durante la quale vennero venduti cinquantatré lotti. Da quella data fino al 1814 il Consiglio Comunale tenne altre sei aste. La terra comunale fu ridotta a un'area di 0,40 km². Questa privatizzazione danneggiò gravemente l'economia del comune che perse risorse di vendita primarie come legna carbone e castagne.
Le due guerre carliste del XIX secolo ebbero scarso effetto su Alkiza. Nel 1873, durante la terza guerra carlista, ebbe luogo proprio a Alkiza un cruciale incontro: il sacerdote e capo de guerriglia Santa Cruz era sospettato di trovarsi nell'area di Hernio e le truppe liberali andarono a cercarlo ma, non trovando nessuno, decisero di scendere il passo Zelatum ad Alkiza. All'ingresso in paese subirono un attacco ma alla fine, i liberali vennero respinti dai Carlisti, alleati del sacerdote.
Nel 1885 il consiglio comunale decise di portare il telegrafo e il telefono in paese. Questi servizi erano basati nella taverna comunale; il telefono non venne esteso a tutte le case del comune fino agli inizi degli anni 1980.

Nel 1911 quattro vicini, Ignacio Urruzola, Eusebio Zubiaur, Markos Bengoa e Fermin Roteta costruirono una centrale idroelettrica nel torrente Mandabe. In questo modo, l'elettricità fu abbastanza da essere in grado di raggiungere anche le case di Alkiza, rimaste isolate per lungo tempo. L'elettricità continuò ad essere prodotta in questa maniera fino al 1971, quando la compagnia Iberduero installò due centri di trasformazione nel comune. 

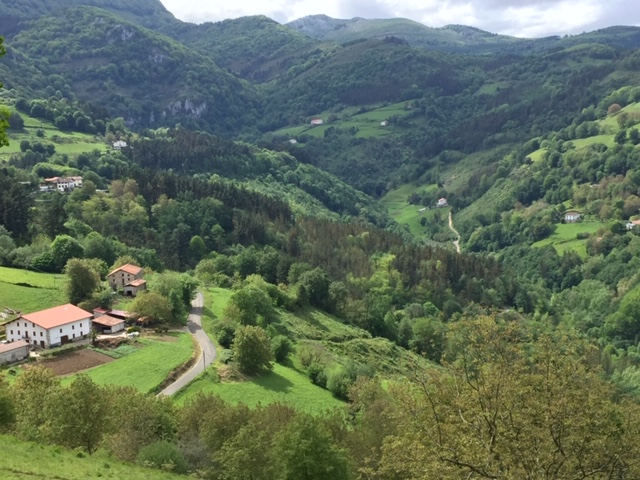
In primo piano le fattorie Etxabe ed Etxabegoien nel quartiere Azaldegi, sullo sfondo i quartieri Hernio e Aldapa

## Organizzazione amministrativa
Il comune era diviso in quattro quartieri: Azaldegi, Aldapa, Arana Behea e Arana Goikoa. Il centro era situato nella casa Otsamendi e l'area municipale era divisa in quattro sale per effettuare questa distribuzione. Nel 1884 il quartiere di Aldapa fu diviso in due: Aldapa e Hernio. Un nuovo quartiere nacque nel 1940: Sakamidra.
Il comune è attualmente diviso in cinque quartieri: Aldapa, Arana, Azaldegi, Hernio e Sakamidra.

## Società

### Evoluzione demografica
Al momento della prima documentazione scritta su Alkiza, nel XIV secolo, si stima che vivessero lì circa 60 abitanti: All'inizio del XVII gli abitanti aumentarono fino ad arrivare a 270 mentre nel XIX secolo il comune raggiunse 350 abitanti.  I primi dati esatti sull'evoluzione demografica risalgono principalmente alla metà del XIX secolo. Il grafico seguente mostra l'evoluzione della popolazione di Alkiza dal 1851:
PopolazioneAnno0100200300400500600700185119001940197019912011Popolazione
Dall'inizio del XX secolo, la popolazione è diminuita gradualmente, una diminuzione che ha accelerato dagli anni '60 fino alla fine del secolo. Il numero di abitanti ha raggiunto il minimo nel 2000, con solo 264. All'inizio del XXI secolo, la popolazione di Alkiza era paragonabile a quella che aveva quando divenne un comune. La spiegazione di tale diminuzione potrebbe essere che l'agricoltura cessò di essere il motore dell'economia locale già nel XX secolo. Di conseguenza, gli alkizarri iniziarono a lavorare nell'industria e nei servizi situati nelle città vicine come Asteasu, Anoeta o Tolosa, trasferendosi in queste città vicine.

## Economia
Fino alla prima metà del 20° secolo, la principale attività economica di Alkiza è stata l'agricoltura.  L'attività agricola era organizzata intorno a l’azienda ed era un'economia di sussistenza che produceva solo lo stretto necessario al comune stesso.  A differenza di altre regioni come Gipuzkoa, non sembra che la pastorizia abbia avuto un grande peso nell'economia di Alkiza.

Storicamente Alkiza aveva tre mulini: Igaran, nel quartiere Arana sul torrente Mandabe, e Olaa e Goiko Errota nel quartiere Aldapa, sul torrente Aranguren. Gli ultimi furono attivi fino al 1953 e servivano alla macinazione di grano e mais.

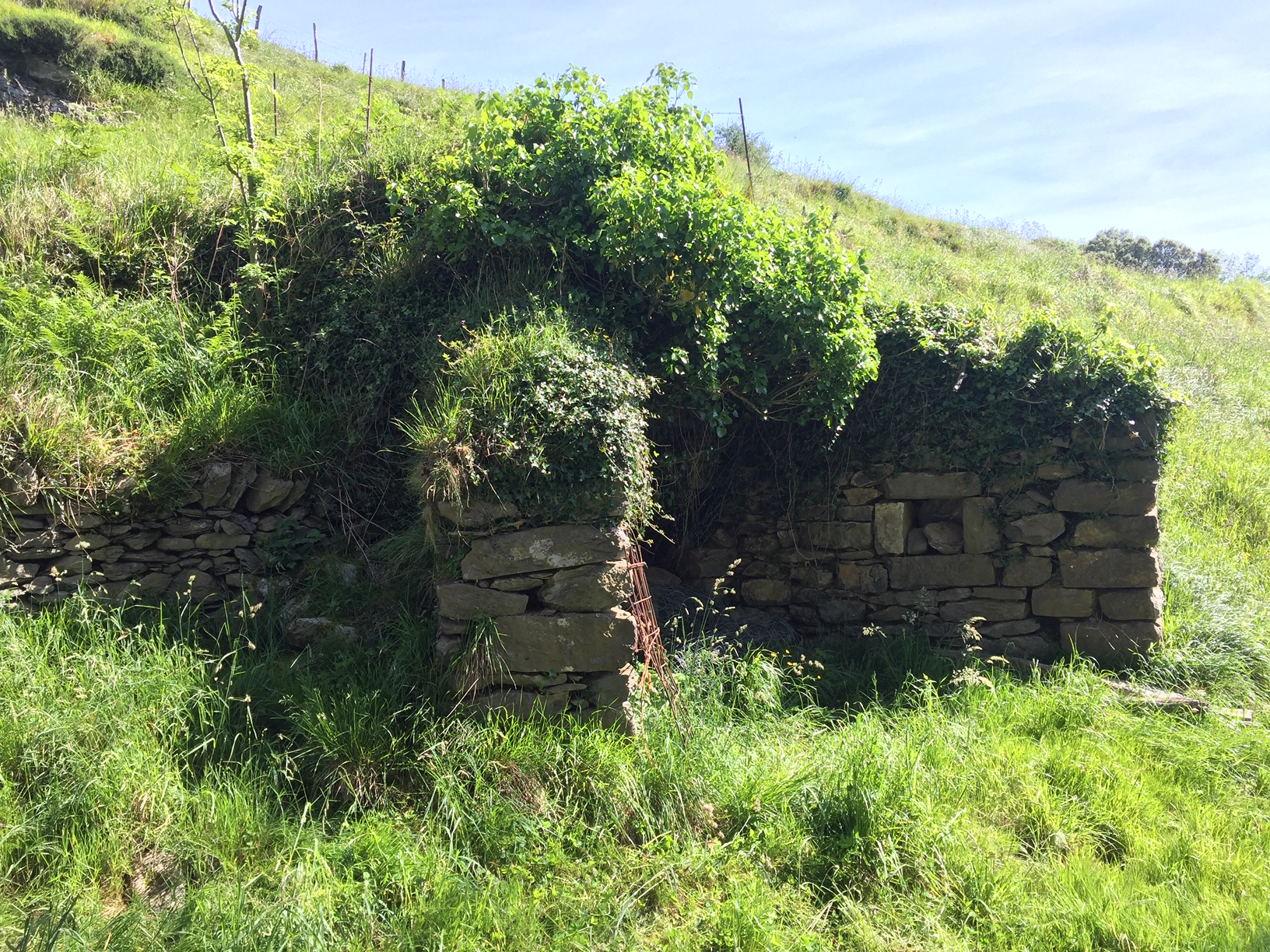
L'economia di sussistenza implica affidarsi il meno possibile a risorse esterne. Con i forni a calce, come questo della fattoria Arpide, si ottenne la calce necessaria per l'orto e la casa

Le carbonaie furono un importante supplemento monetario per gli agricoltori di Alkiza, che vendevano il carbone all'industria e alle case nei comuni vicini come Tolosa. Il legno delle foreste di Hernio era materia prima molto adatta per la produzione di carbone vegetale.  Negli ultimi decenni del 20° secolo, Alkiza aveva una piccola zona industriale vicino al quartiere Umanea di Asteasu, che attualmente non è più attiva: Baldosas Jarri era la principale compagnia locale.
Al momento, Alkiza ha una propria attività economica molto debole e i residenti attivi lavorano principalmente fuori del comune, principalmente nell'industria e nei servizi della regione. Vale la pena notare la presenza di un importante gruppo di professori universitari tra i residenti di Alkiza.

## Politica
Quando Alkiza venne dichiarata comune, si dovettero iniziare a scegliere i sindaci: come accennato in precedenza, il primo fu Miguel de Irazusta, architetto di Madrid. Le ordinanze municipali stabilirono che i sindaci successivi dovessero risiedere nel comune, in modo tale che Jerónimo Alkizalete sostituì Irazusta. Fino alla metà del diciannovesimo secolo, i sindaci erano eletti nei primi giorni dell'anno e per essere candidati dovevano essere gentiluomini e proprietari di almeno una fattoria di prima classe. Nel 1845, dopo la prima guerra carlista, il sistema elettorale cambiò e, tra le altre cose, il mandato dei sindaci fu prolungato. Nel 1931, nelle elezioni comunali che portarono alla proclamazione della Seconda Repubblica, Krispin Sorarrain fu eletto sindaco fino al 1934. Seguì José Tolosa. Il 27 agosto 1936, dopo lo scoppio della guerra civile spagnola, la Giunta di Burgos, fedele ai leader del colpo di Stato, procedette a licenziare José Tolosa e il resto dei consiglieri nominando come nuovo sindaco Matías Aranburu. 

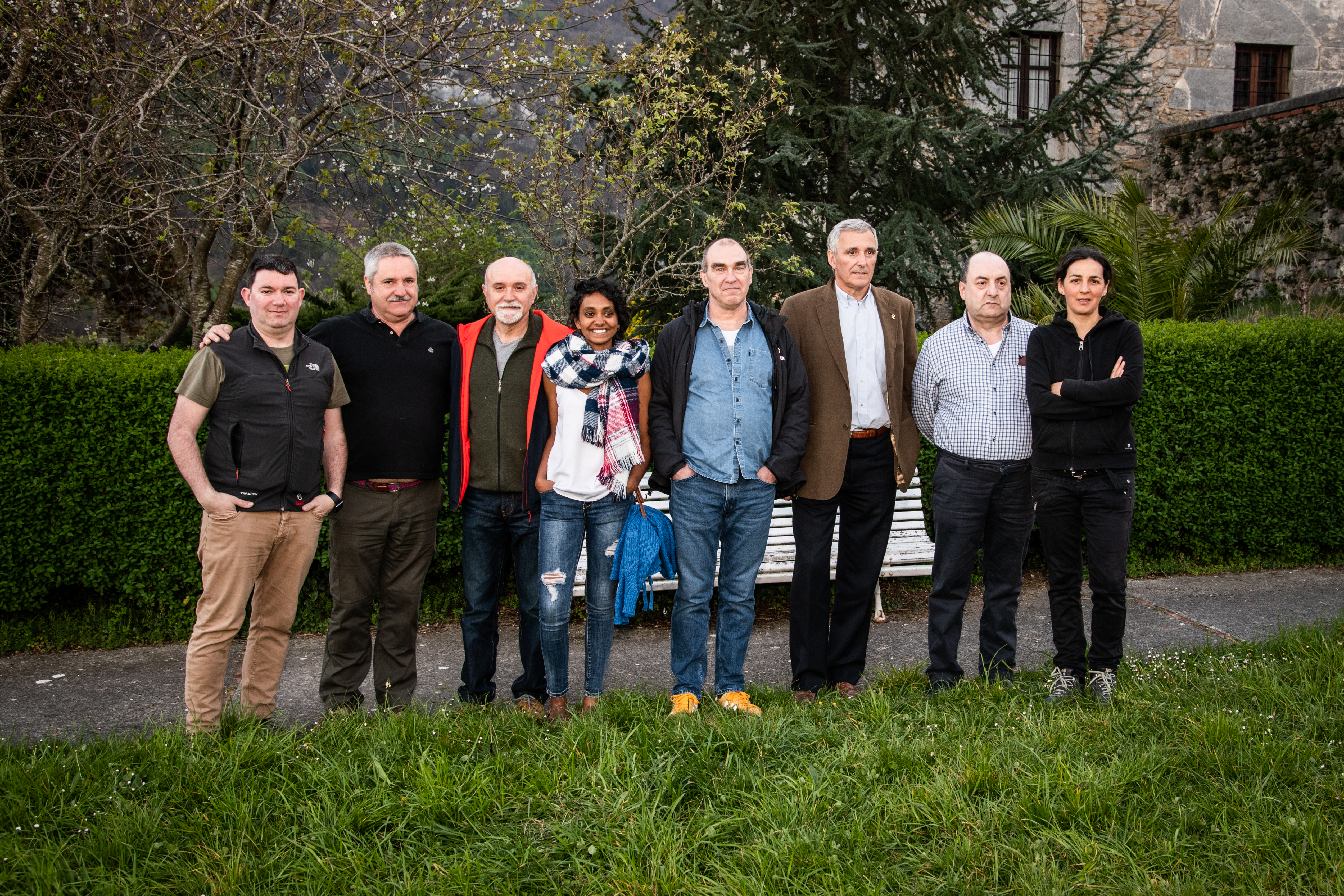
Sindaco e consiglieri per la legislatura 2019-2023

Alla fine del regime di Franco, nelle prime elezioni comunali del 1979, Bittor Sorarrain Lasa, nipote di Krispin, fu eletto sindaco della lista indipendente Alkizako Herriaren Alde. Antonio Zubiaurre Otegi fu sindaco della città dal 1983 fino alla sua morte nel 2004, per conto di Euskadiko Ezkerra prima e della lista indipendente Alkizako Abertzale Ezkertiarrak dal 1995. Nel 2004 Jon Roteta prese possesso dell'ufficio del sindaco e rimase in carica fino al 2011. Alle elezioni del 2011 venne eletto sindaco Jon Umérez Urrezola mentre in quelle del 2015 venne eletta Inaki Irazabalbeitia Fernández.

## Istruzione

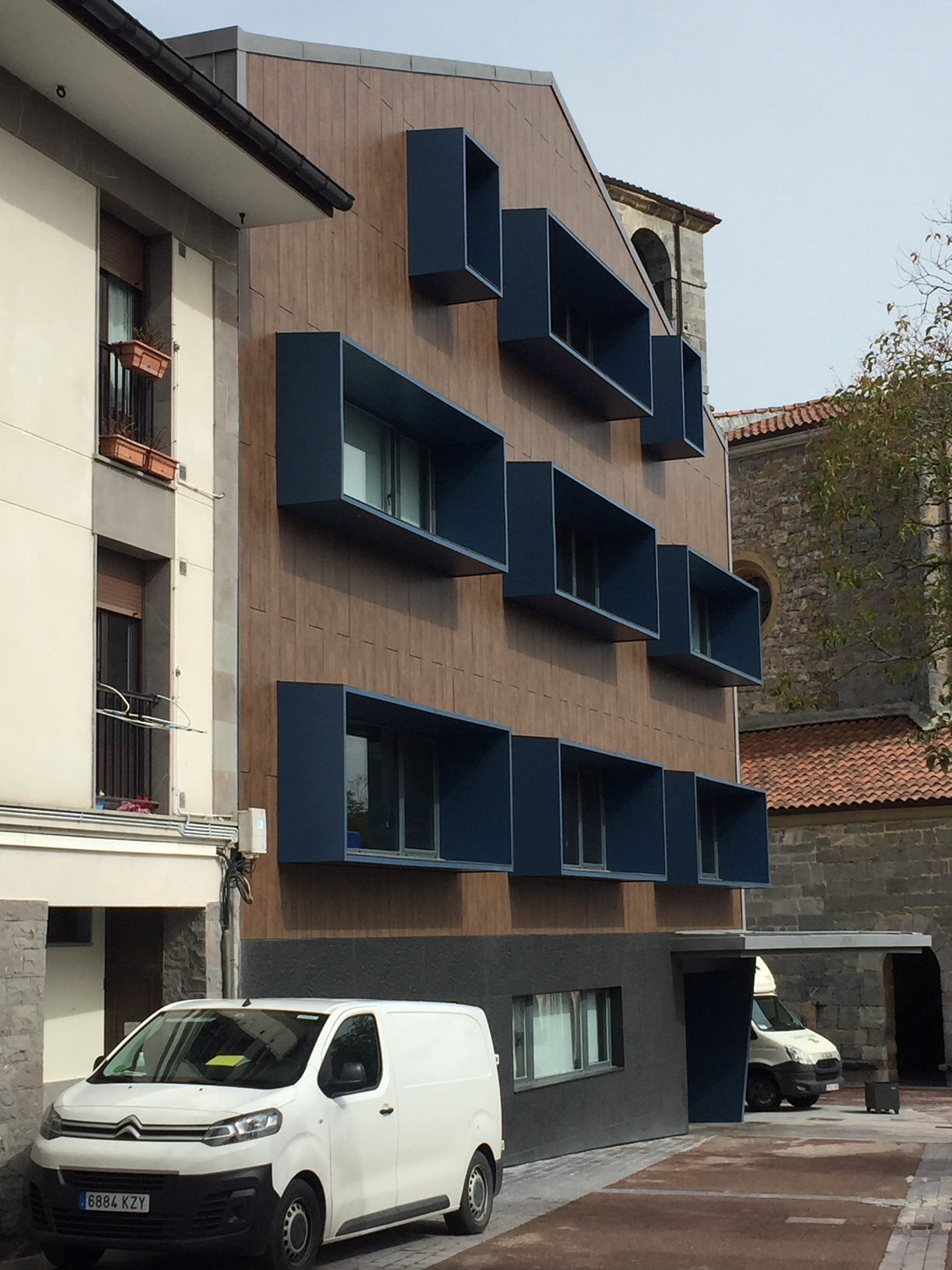
Nuova scuola, 2020

Poco dopo essere stato dichiarato villa, il consiglio comunale di Alkiza ha deciso di occuparsi dell'educazione dei suoi vicini. Nel 1749, nell'accordo con il primo notaio residente della città, Francisco Ignacio Larrunbide, si dice che detto notaio doveva insegnare a leggere e scrivere. Fu così fino al 1797 quando il consiglio comunale nominò il primo insegnante che non era un notaio: Juan Antonio Irazusta. L'accordo che ha firmato con il Consiglio Comunale dettaglia i suoi obblighi e diritti: insegnare ai bambini la dottrina cristiana e a leggere, scrivere e contare. Tranne nel caso di famiglie povere, tutte le famiglie hanno pagato l'insegnante con grano, il quale ha anche ricevuto lo stipendio stabilito dal consiglio comunale. La scuola era situata nell'edificio del municipio. L'insegnante aveva anche la funzione di tenere l'orologio sulla torre della chiesa parrocchiale.
Nel 1816 i fratelli e i vicini del paese, Juan Bautista e José Antonio Legarra, edificarono la casa Migelena, situata vicino al municipio. La scuola si trovava in quella casa e il parroco Juan Bautista Legarra fu insegnante tra il 1822 e il 1843. Nel 1823, Juana María Aranburu fu nominata insegnante per insegnare alle ragazze. Nel testamento di Juan Bautista Legarra nel 1845, l'edificio scolastico, già noto come Donjuanena, fu ceduto al consiglio comunale per essere usato come scuola.
La scuola rimase in quell'edificio fino al 1930 quando ne fu costruita una nuova sul lotto della casa Madrigal.
Nel marzo 2020, un nuovo edificio costruito dal Dipartimento della Pubblica Istruzione del governo basco è stato aperto per l'uso, che viene a sostituire quello vecchio che era diventato piccolo e obsoleto.
La scuola elementare di Alkiza fornisce istruzione infantile e primaria. Nell'anno accademico 2019-2020, sono stati iscritti in totale cinquantatré studenti.

## Lingua
Ad Alkiza, secondo i dati del 2016, l'88,8% della popolazione è di lingua basca e l'uso sociale della lingua è dell'83,6%, dati misurati nel 2017. La scuola educa gli studenti nel modello D, in cui la lingua basca è la lingua veicolare dell'insegnamento.
Il consiglio comunale è dal dicembre 2019 membro dell'Associazione dei Comuni di lingua basca (UEMA).
Ad Alkiza si parla della variante di Tolosaldea del dialetto gipuzkoano, ma come conseguenza dell'uso del basco unificato nell'istruzione e nei media e del contatto più frequente con gli oratori di altri dialetti, le giovani generazioni hanno un discorso più ibrido.
Nel portale Ahotsak ci sono registrazioni di otto persone, cinque uomini e tre donne nate tra il 1917 e il 1941, che sono esempi del basco tradizionale di Alkiza.

## Cultura
Alkiza è un comune di grande attività culturale. Durante tutto l'anno sono organizzate molteplici attività culturali come conferenze, spettacoli musicali, mostre e teatro. Sono organizzate anche due settimane culturali, una a San Isidoro e l'altra a San Martino.

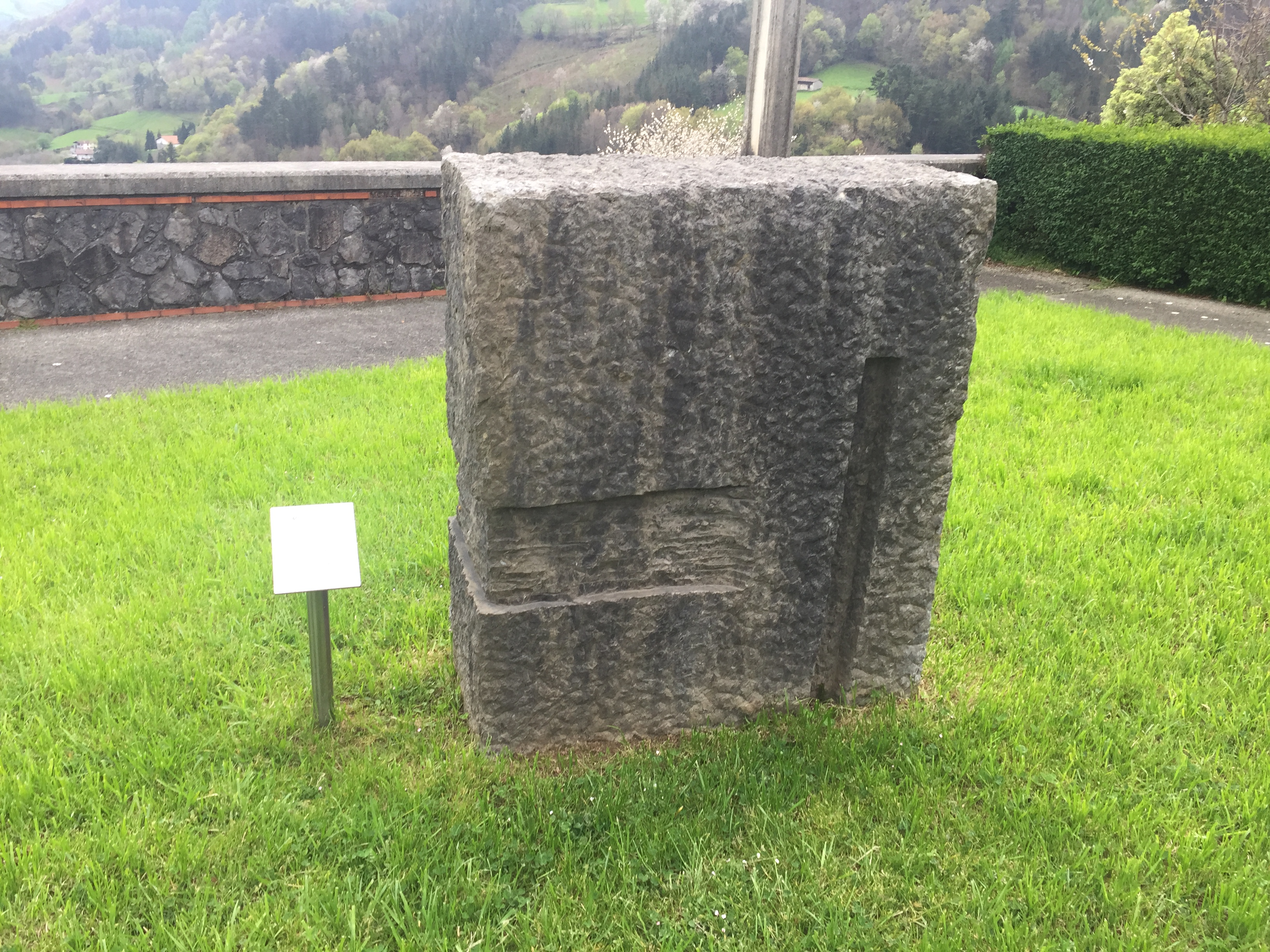
Scultura in memoria del sindaco Antonio Zubiaurre (1983-2004), opera di Koldobika Jauregi

D'altra parte, va notato che tra il 2008 e il 2010 è stato sviluppato un progetto culturale sviluppato dai residenti chiamato Itxurain, che mirava a raccogliere il patrimonio socio-etnografico e culturale del paese e proiettarlo nel futuro come uno dei pilastri dei segni d’identità comunitaria. Sono stati realizzati in totale quattro progetti con la partecipazione della scuola e dozzine di vicini.
L'iniziativa Sormenaren Kabia (Nido della Creazione) è in corso dal 2018. Ogni anno offre a due artisti una borsa di studio, uno spazio di creazione artistica e il consiglio di Koldobika Jauregi durante il loro soggiorno ad Alkiza.
D'altra parte, accanto alla strada d’Asteasu, nel quartiere Azaldegi, si trova il Museo Ur Mara, progettato e gestito dallo scultore Koldobika Jauregi e da sua moglie, la progettista di gioielli Elena Cajarabille. Nel museo, oltre alle opere di Koldobika ed Elena, sono esposte anche le opere di altri artisti. Offre inoltre un programma annuale di concerti, mostre e workshop.
Il pittore Juan Luis Goenaga ha il suo laboratorio nella fattoria Aritzategibarrena nel quartiere Hernio.

## Monumenti

### Casa Alkizalete o Lete
La casa Alkizalete o Lete è stata dichiarata patrimonio culturale con la categoria Monumento. È di origine medievale, ha un arco semicircolare e tessuti in stile gotico al piano terra, nonché colonne e travi di legno del XVI secolo. La data del 1212 è incisa sullo stemma della facciata, mentre l'attuale casa colonica è un edificio barocco del diciotto secolo.

### Chiesa di San Martino de Tours
La chiesa parrocchiale di San Martino de Tours è in stile gotico ed è stata acquisita nella sua forma attuale nella seconda metà del XVI secolo. L'edificio originale mancava di una torre che fu costruita nel diciassette.

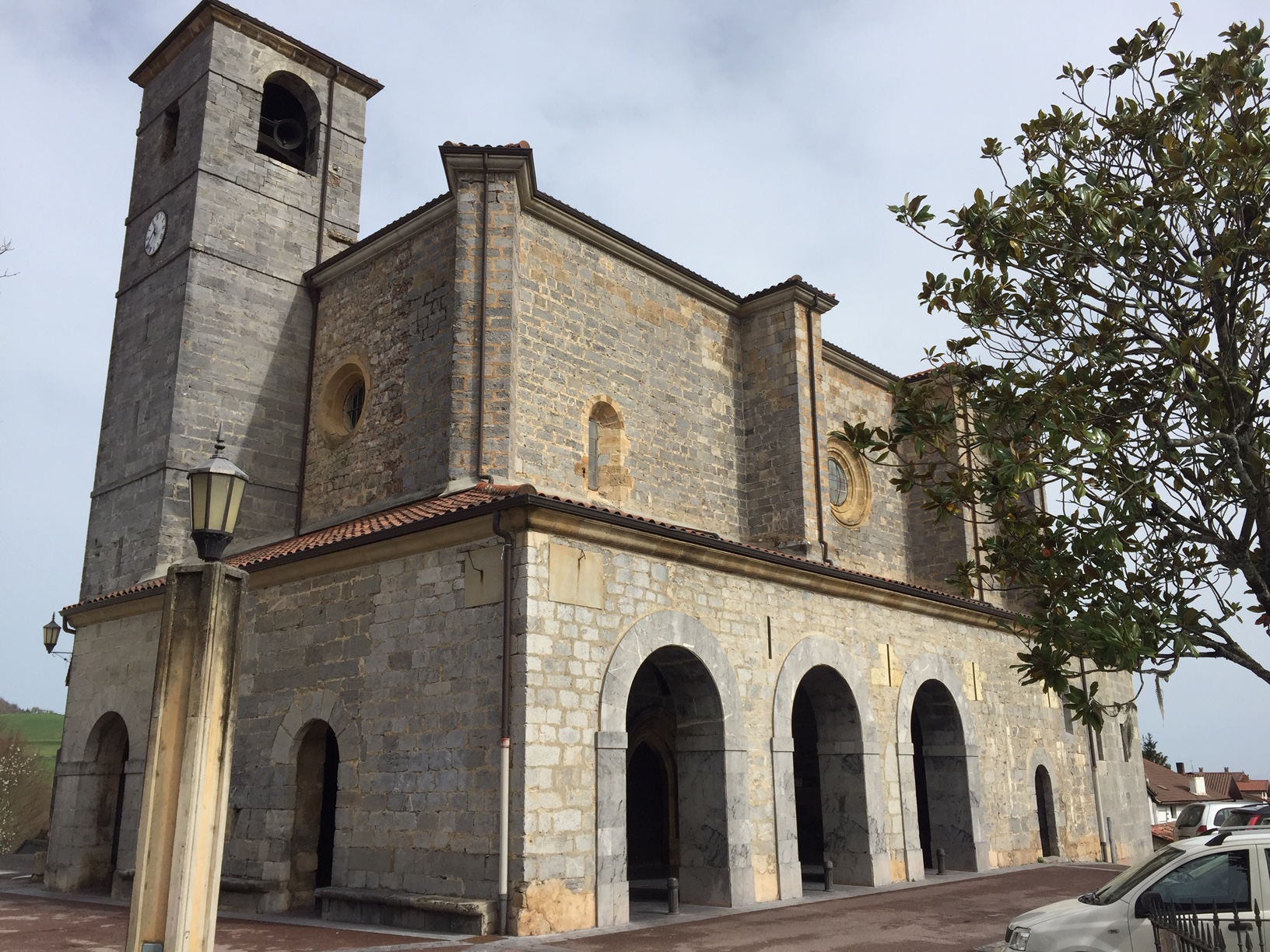
Chiesa di San Martino de Tours

La prima pala d'altare della chiesa di San Martino è stata considerata da alcuni come l'opera dello scultore Joanes Antxeta. Tuttavia, l'autore era lo scultore di Soravilla Joanes de Arbeiza. Però, è documentato che Antxeta è stato chiamato ad Alkiza a parlare della pala d'altare. L'ipotesi principale è che ha lavorato solo come consulente.
Risale allo stesso periodo il tabernacolo della chiesa, opera di Anbrosio Bengoetxea, figlio del paese. Attualmente è ospitato nel Museo Diocesano di San Sebastián, dove fu portato per essere restaurato nei primi anni 1980.
La torre e la sagrestia della chiesa furono costruite tra il 1688 e il 1700.
L'attuale pala d'altare della chiesa è opera di Miguel de Irazusta, un architetto alkizarra con sede a Madrid. Ha ricevuto la commissione nel 1724 la completò nello stesso periodo in cui fu nominato primo sindaco della città. Al tempo del parroco Juan de Irazusta, cugino di Miguel, tra il 1755 e il 1772, furono fatti alcuni miglioramenti importanti nella chiesa: furono costruiti l'arco del coro, il nuovo piano della chiesa e il portico e fu installato un orologio nella torre. Quest’orologio fu riformato nel 1841 e nel 1932. L'organo della chiesa risale al 1928. Tra il 1998 e il 2000 la chiesa di San Martino fu sottoposta a un profondo restauro, finanziato in parte con fondi dell'Unione Europea.

### Cappelle di San Giacomo e della Santa Croce
Non ci sono dati sulla data di costruzione della cappella di San Giacomo. Attualmente costituisce un complesso con il cimitero, accanto al parcheggio locale. Nella vecchia documentazione è stato anche chiamato un ospedale. La prima menzione documentata della cappella risale al 1528. Il nome dell'ospedale incoraggiò Luis Pedro Peña Santiago a speculare sul fatto che qualche ramo del Camino de San Giacomo avrebbe potuto passare attraverso Alkiza.
Era abbastanza comune per gli abitanti di Alkiza fare donazioni alla cappella con le loro volontà. Inoltre, nel 1762 la parrocchia di San Martino commissionò all'architetto Martín Carrera la costruzione di un calvario dalla chiesa alla cappella. Non ci sono dati su quando è stato costruito, ma attualmente una mezza dozzina d’incroci sono ancora in piedi.

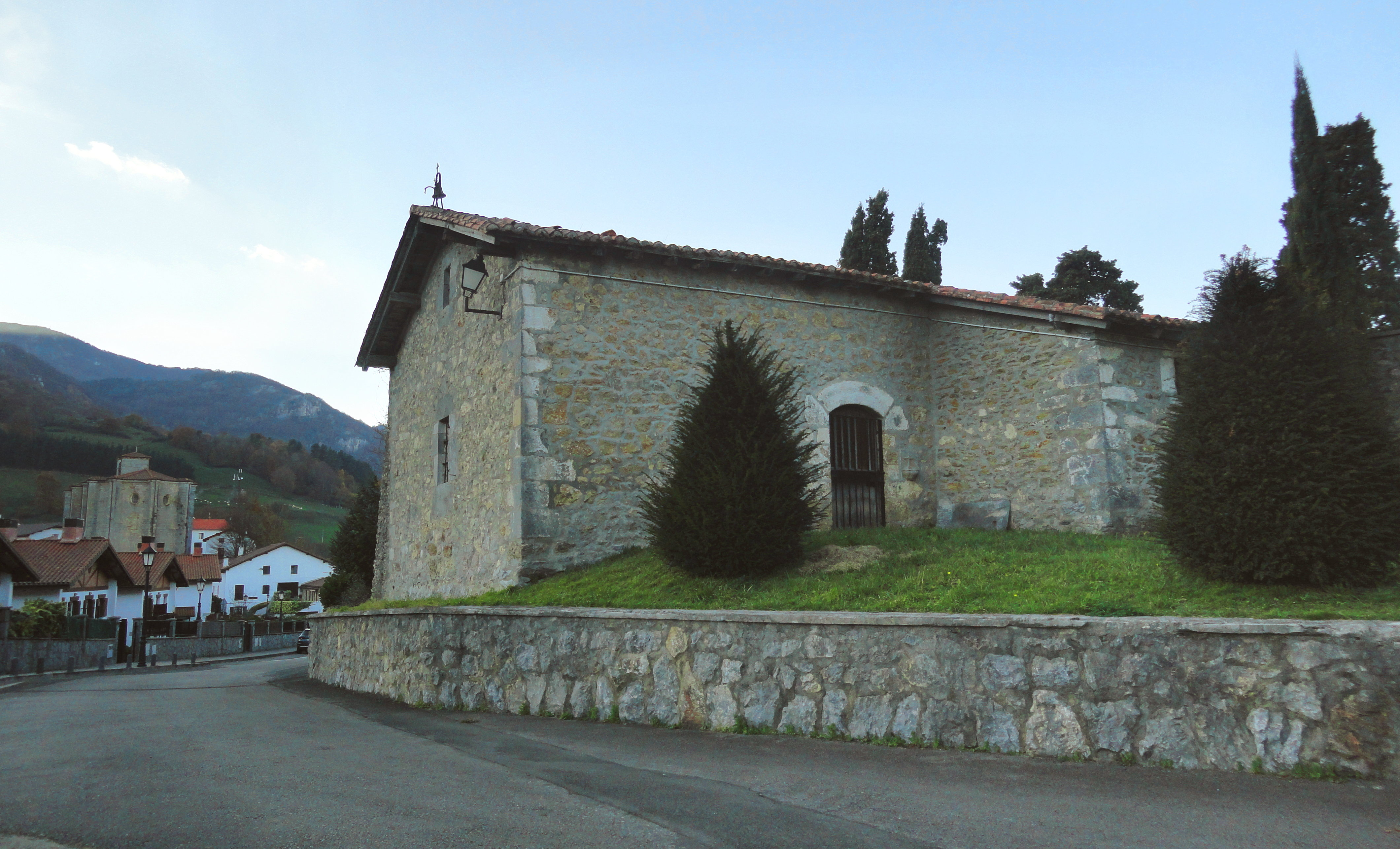
Cappella di San Giacomo

Pochi anni dopo l'incarico a Carrera, il 22 giugno 1771, il vescovato di Pamplona proibì di celebrare la messa nella cappella perché si trovava in una situazione architettonica precaria. Tale divieto durò fino al 1832. Nello stesso anno il vescovato autorizzò il restauro della cappella poiché era stata presa la decisione di demolire l'altra cappella del paese, la cappella della Santa Croce.
Le messe si sono tenute nella cappella di San Giacomo fino al 1977 e la processione del Venerdì Santo, iniziata dalla parrocchia e terminata alla cappella, è proseguita fino al 1979. Attualmente la cappella è sconsacrata.
La cappella della Santa Croce era situata a mezz'ora dal centro della piazza e 520 m sul livello del mare. Il vecchio percorso da Alkiza a Hernio passa dalle sue rovine. La prima menzione documentata di questa cappella risale al 1528. Nel 1832 la sua demolizione fu autorizzata dal vescovato di Pamplona, sostenendo che era lontano dal nucleo urbano e che aveva delle mura cadute.

## Cimitero
Fino all'inizio dello XVIII secolo i morti furono sepolti nella chiesa di San Martino. Il cimitero stesso fu costruito nel 1708 accanto alla cappella di San Giacomo. Per più di un secolo i morti furono sepolti alternativamente nella chiesa parrocchiale o nel cimitero. Dal 1828, il cimitero è stato utilizzato esclusivamente per le sepolture.
Il cimitero fu gestito dalla parrocchia di San Martino fino al 1885, quando il Consiglio Comunale investì 550 pesete per la sua espansione. Da allora, il consiglio comunale ha gestito l'infrastruttura. Nel 1945 il cimitero fu ampliato e acquisito con l'attuale configurazione.
Nel febbraio del 1926, le ossa dei defunti sepolti nella chiesa di San Martino furono trasferite al cimitero.

## Frontone
Il gioco della palla basca è stato praticato fin dall'antichità ad Alkiza, come indicato dalla toponomastica minore: ad esempio nei nomi di terreni come Pelotaleku (luogo in cui si gioca la palla) o Mendiolapelotalekuazpia (sotto il luogo in cui si gioca la palla a Mendiola). Il primo riferimento documentato appare nelle ordinanze del 1735, dove la pratica della palla era proibita nel portico della chiesa durante le ore di culto.

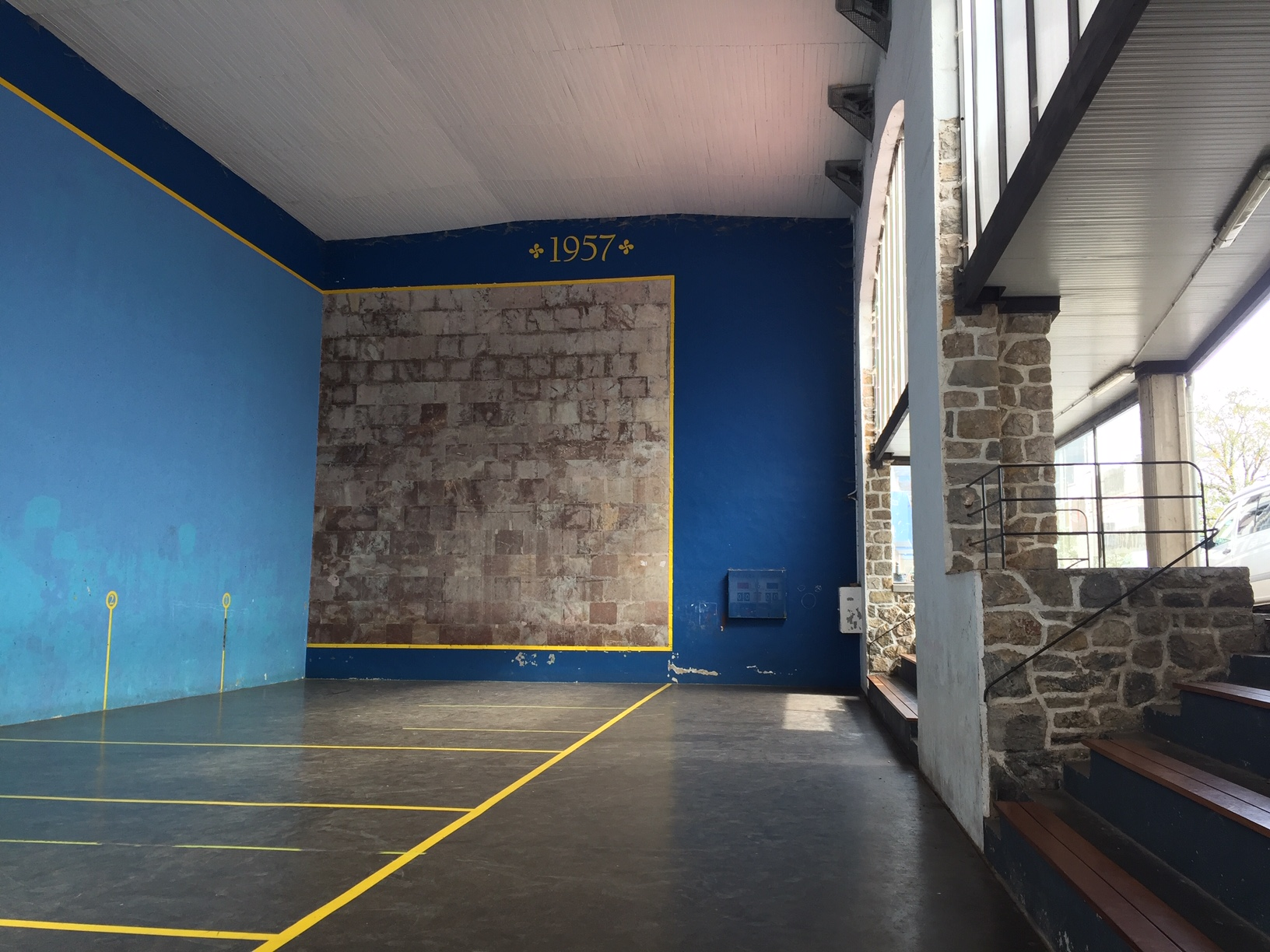
Frontone coperto

Tuttavia, il primo frontone a parete sinistra non fu costruito fino al 1922, finanziato dalla cartiera Echezarreta, Larrion e Aristi de Irura, nell'ambito dell'operazione per la costruzione della centrale idroelettrica Elektralkiza. La parete sinistra fu costruita contro la chiesa di San Martino e la facciata di fronte alla fattoria Katalandegi. Fu un lavoro importante, poiché non c'era frontone con una parete sinistra in tutti i paesi vicini. Il giocatore di palla locale Telesforo Arregi commenta quanto segue in un'intervista effettuata nel 2003:
'Nei paesi circostanti non c'erano frontoni con una parete sinistra, e quella che aveva simpatia... tutti [avevano simpatia] per Alkiza. Da Hernialde, da Asteasu. Ad Asteasu c'era solo un piccolo portico... '
L'attuale frontone coperto fu inaugurato il 15 dicembre 1957. Fu costruito dal Consiglio provinciale di Gipuzkoa nel contesto della Giornata dei Comuni di Gipuzkoa. Nella partita inaugurale Atanio X e Atanio IX hanno battuto Atanio III e Atanio IV 20-17.

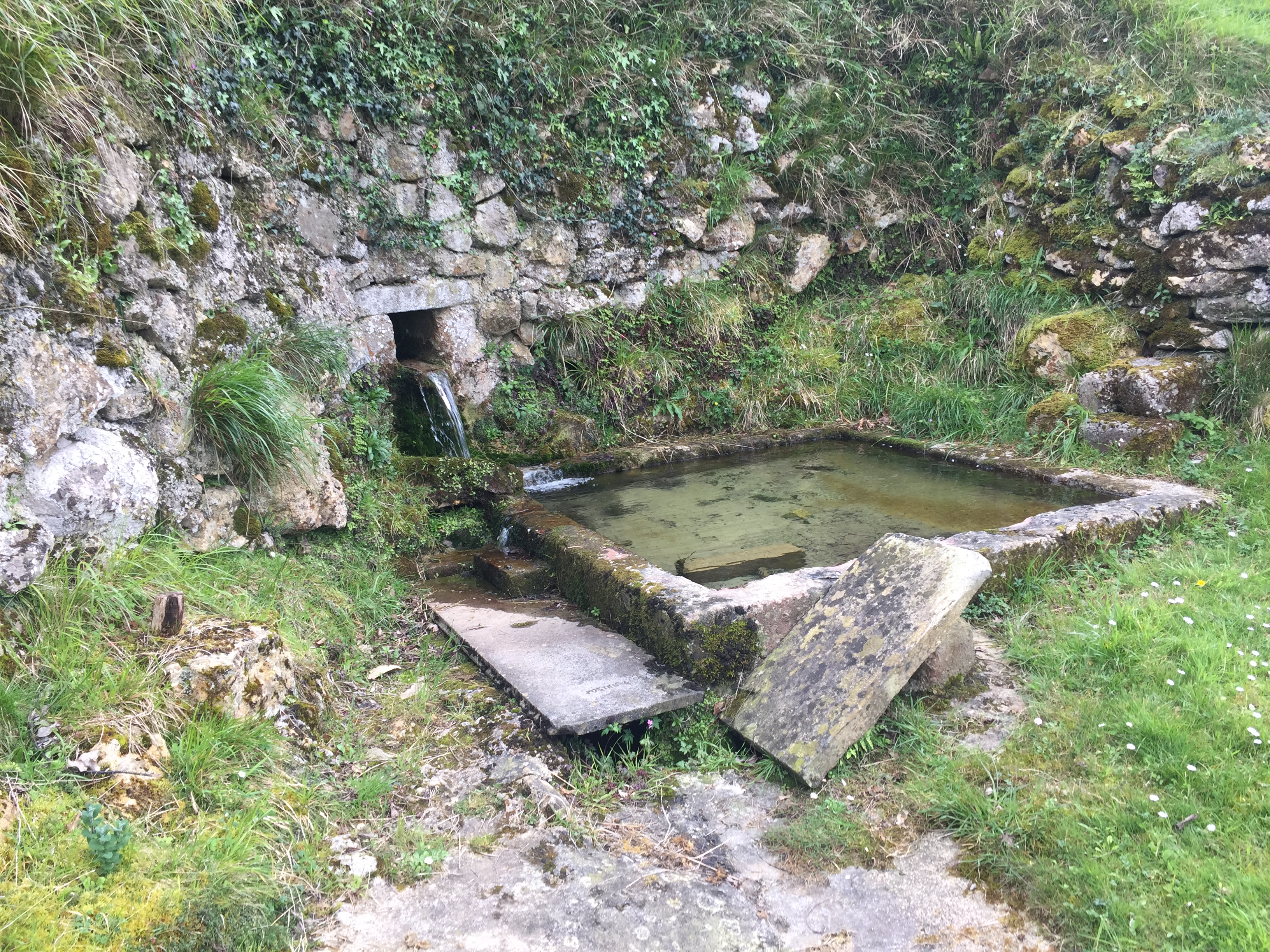
Fontana-lavanderia de la fattoria Etxabeguren berri

Essendo uno dei pochi frontoni coperti di Gipuzkoa, vi fu un grande afflusso di stranieri che vennero a suonare, fino a quando negli anni '80 non s’iniziò a costruire frontoni coperti in tutte le città della provincia.

### Altri luoghi d'interesse
- Elementi del patrimonio etnografico di Alkiza come la calcara d Intxarraundiaga, le fontane-lavanderie d'Altzorbe e d'Etxabeguren Berri, il sistema di canali di raccolta dell'acqua del mulino Goiko Errota, le strade d’Illunbe, d'Askantxo e di Lakapide, la diga di Elektralkiza e il muro del giardino della fattoria Mariategi.
- Centro d’interpretazione di Fagus-Alkiza. È la porta dell'Area speciale di conservazione Hernio-Gazume (rete Natura 2000).